# Famille d'Hozier
La famille d'Hozier est une famille de la noblesse française, qui forma à Paris une lignée de généalogistes et d'héraldistes. Ils obtinrent en 1641 la charge de juge d'armes de France qu'ils conservèrent jusqu'en 1789. Cette famille s'est éteinte vers 1880.

## Histoire
L'origine de la famille d'Hozier est controversée. Selon une filiation établie par eux-mêmes, ils seraient originaires de Salon-de-Provence (Bouches-du-Rhône), où Étienne d'Hozier (1547-1611) aurait été capitaine et viguier de la ville de Salon. Son fils Pierre d'Hozier (1592-1660), sieur de la Garde, établi à Paris en 1631, devint le premier juge d'armes de la famille en 1641. En 1634, le sieur d'Hozier, gentilhomme ordinaire de la Maison du Roi, est chargé de la publication du recueil des Noms, surnoms, qualités, armes et blasons des chevaliers de l'ordre du Saint-Esprit du chapitre du 14 mai 1633.
Gratien-Théodore Tarbé rapporte que la famille d'Hozier descendrait de Pierre Houzier, jardinier à Sens. Celui-ci aurait été dit La Garde, parce qu'il possédait une petite propriété de ce nom. Son fils Nicolas, probablement né dans le faubourg de Saint-Pregts à Sens (faubourg à l'époque principalement occupé par des courtils ou jardins), se serait fait appeler d'Hozier ; il aurait été le premier de cette famille à se préoccuper d'héraldique. Un frère de Nicolas serait parti s'installer à Salon-de-Provence, d'où cette famille s'est dit originaire par la suite. Pierre d'Hozier (1592-1660) aurait été sieur de la Garde par la petite propriété venue de son ancêtre senonnais.
Trois filles d'Hozier ont été admises à Saint-Cyr (1688, 1721, 1743), ce qui valait reconnaissance de noblesse. La famille aurait alors produit de faux titres écrit Gratien-Théodore Tarbé.

## Filiation
- Pierre d'Hozier (1592-1660), sieur de la Garde, nommé le 25 avril 1641 2e juge d'armes de France (à la suite de François de Chevriers de Saint Mauris, 1er juge d'armes de France de 1615 à 1641)[5],[6]. Il fut le père de :
  - Louis Roger d'Hozier (1634-1708), nommé en survivance en 1658 juge d'armes de France, il devint 3e juge d'armes de 1660 à 1675, époque où aveugle, il cède la charge à son frère Charles René[5],[6]. Dont :
    - Louis Pierre d'Hozier (1685-1767), nommé juge d'armes en survivance en 1710, il devient 5e juge d'armes de France jusqu'à sa mort en 1767[5],[6], dont :
      - Denis Louis d'Hozier (1720-1788), président à la Chambre des comptes, aides et finances de Normandie, généalogiste du Roi, dont :
        - Ambroise Louis d'Hozier (1764-1841), nommé en octobre 1788 7e et dernier juge d'armes de France en survivance de son oncle Antoine Marie d'Hozier de Sérigny qui continua d'assurer sa charge jusqu'à sa suppression en 1789. En 1814 il est nommé vérificateur des armoiries de France près le Conseil du sceau des titres[5],[6].
        - Abraham Charles d'Hozier (1775-1846)

      - Antoine Marie d'Hozier de Sérigny (1721-1801), nommé juge d'armes en survivance en 1734, il devient 6e juge d'armes de France. Il exerce jusqu'à la suppression de la charge en 1789, tout en ayant assuré la survivance à son neveu Ambroise Louis Marie[5],[6].
      - Jean François Louis d'Hozier (1733-1811), chambellan de l'Electeur palatin.

  - Charles René d'Hozier (1640-1732), 4e juge d'armes de France en 1675. Il exerce conjointement avec son frère dès 1663 et jusqu'en 1696 date à laquelle son office fut supprimé. Il le fait rétablir en 1701 et le cède à son neveu Louis Pierre en 1710[5],[6].

## Armoiries
| Blason | Blasonnement : D'azur à la bande d'or, accompagnée de 6 étoiles du même ordonnées en orle Commentaires : Blason de Louis Roger d'Hozier (1634-1708) et de Charles René d'Hozier (1640-1732) |

## Galerie de portraits

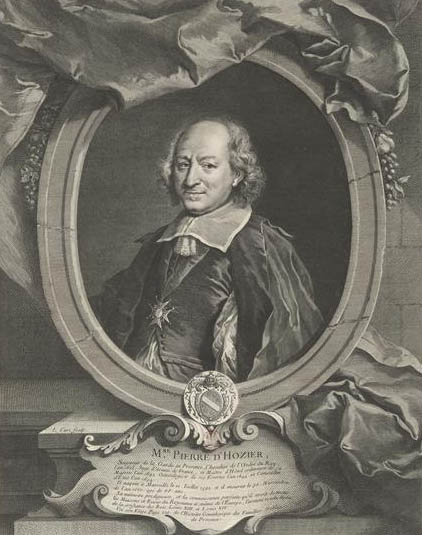
Pierre d'Hozier (1592-1660)
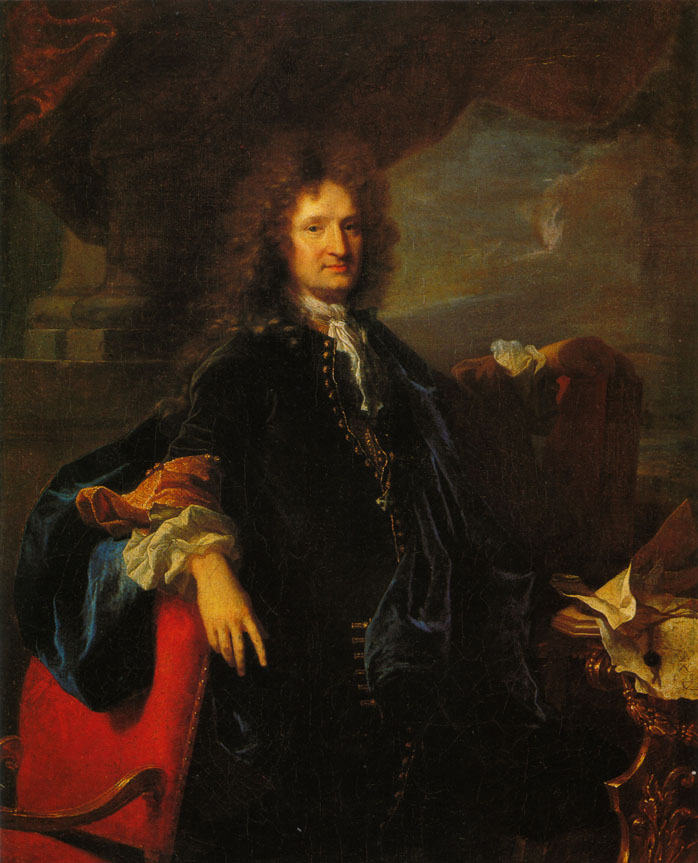
Charles-René d'Hozier (1640-1732), par Hyacinthe Rigaud
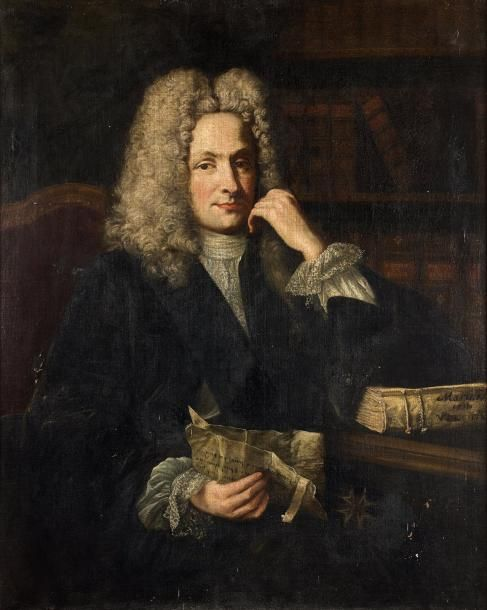
Louis Pierre d'Hozier (1685-1767)
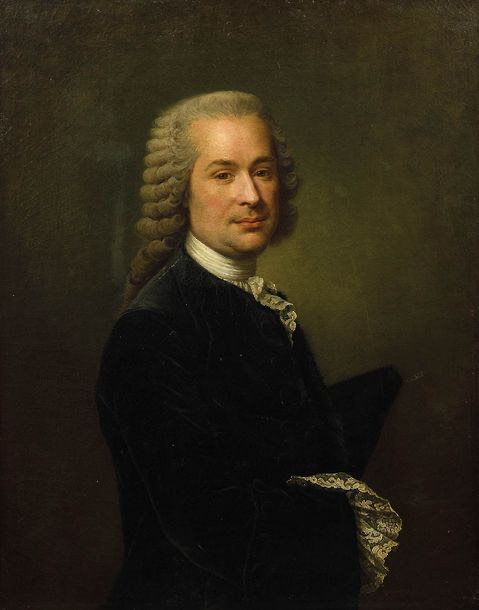
Denis-Louis, marquis d'Hozier (1720-1788), vers 1766, par Antoine Vestier
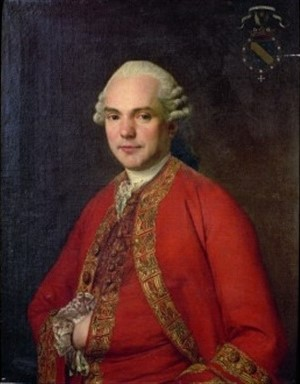
Antoine-Marie d'Hozier de Sérigny (1721-1801), 1766, par Antoine Vestier
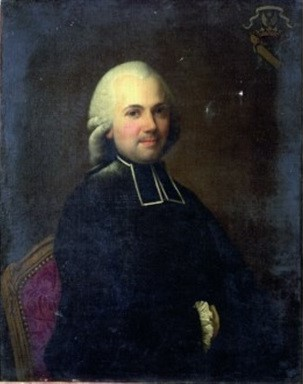
Charles-Pierre d'Hozier (1731-1798), vers 1766, par Antoine Vestier
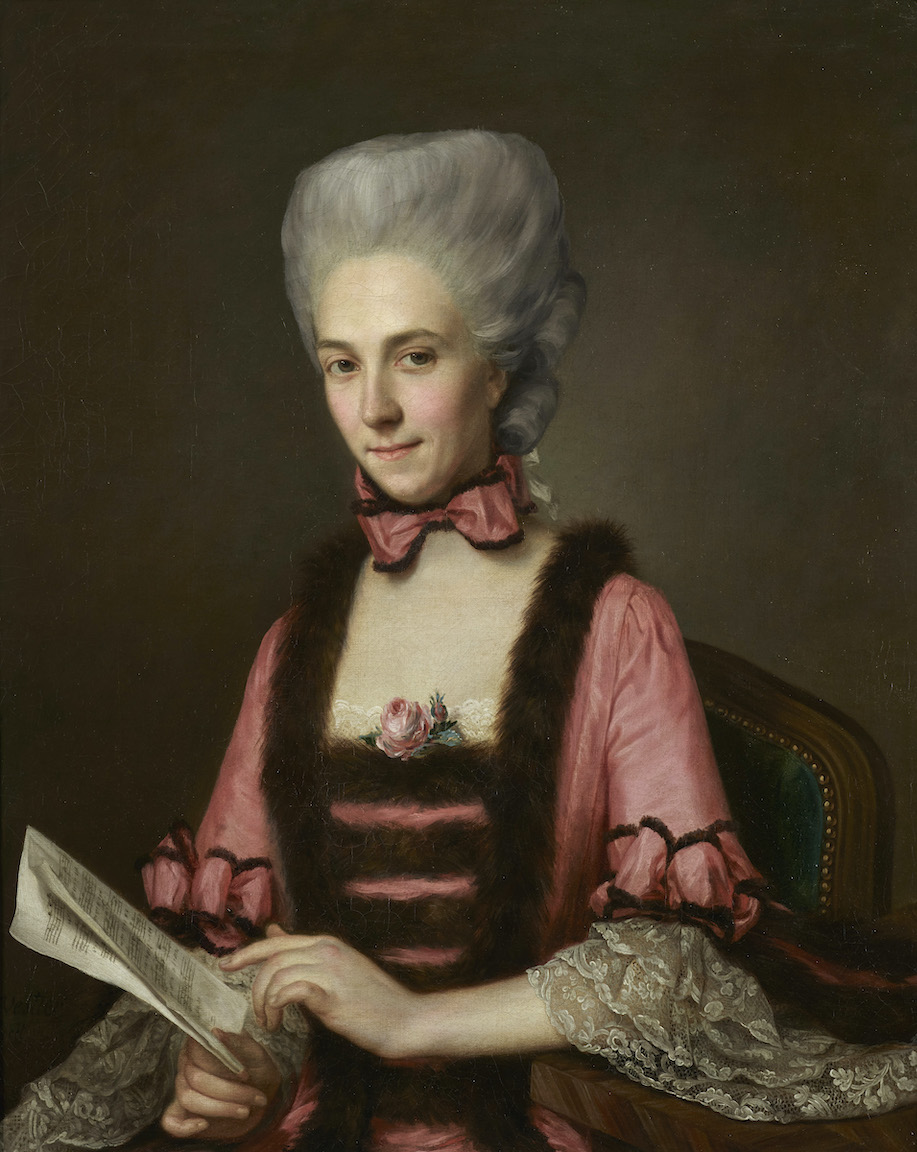
Adélaïde-Geneviève de La Croix (1764-1803), marquise d’Hozier (épouse de Denis-Louis), vers 1774, par Antoine Vestier